# Alberta Rose Theatre

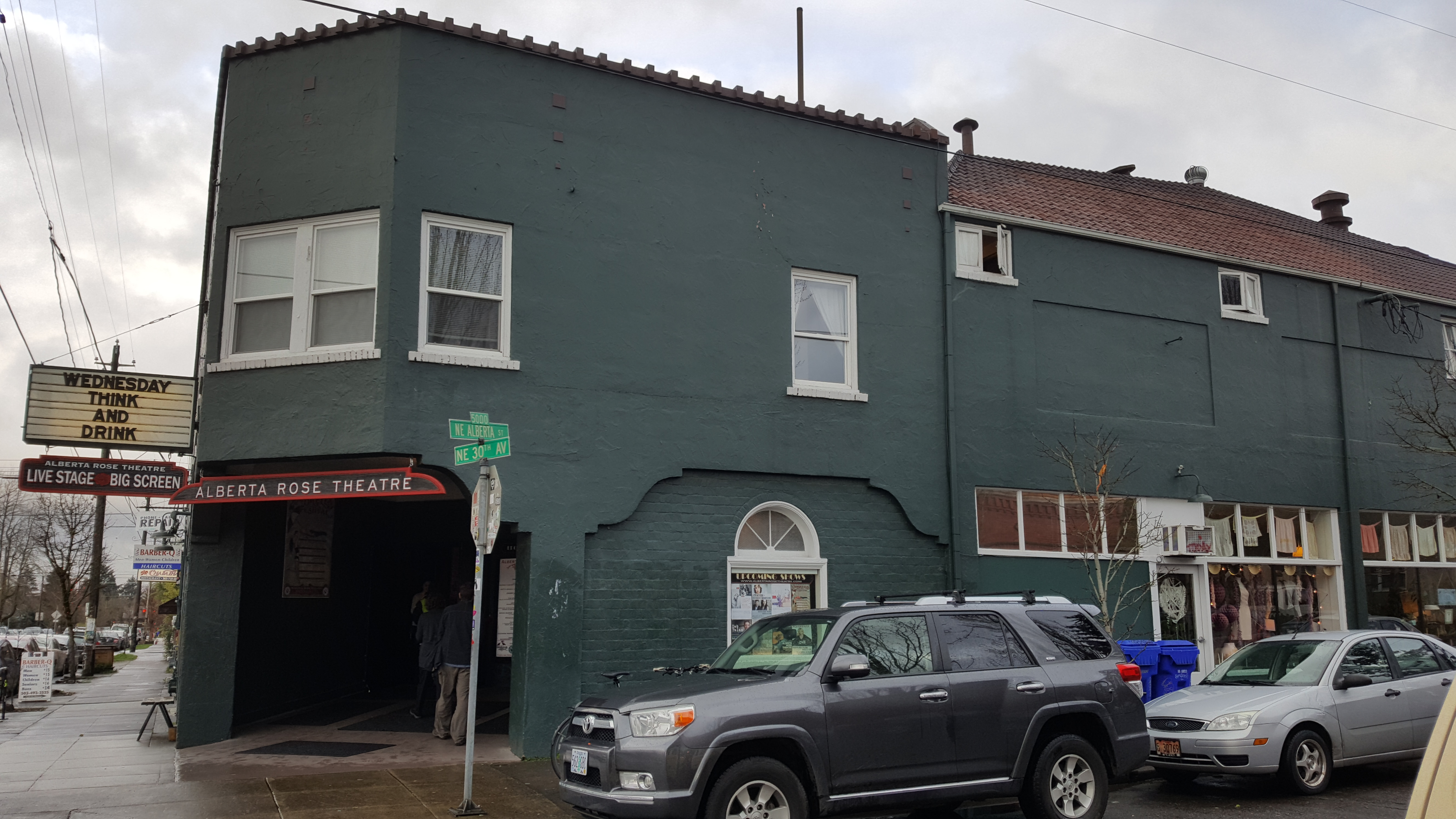
Alberta Rose Theatre (2017)

Das Alberta Rose Theatre ist ein Theater- und Veranstaltungsgebäude in der Alberta Street im Norden von Portland, Oregon. Das 1926 unter dem Namen Alameda Theatre eröffnete zweigeschossige Lichtspielhaus wurde von Walter E. Kelly geplant und verfügte ursprünglich über 600 Sitzplätze. Nach einer Zwischennutzung als Kirchengebäude erfolgte ein Umbau. Das Gebäude wurde im Sommer 2010 als Theater- und Veranstaltungsort für Livemusik und Performances mit 280 Plätzen unter dem Namen Alberta Rose Theatre wiedereröffnet.

## Geschichte
Im Lauf seiner Geschichte änderte das Kino mehrmals seinen Namen. Seit 1964 zunächst als 30th Avenue Cinema bekannt, wurde der Name in den Folgejahren verkürzt zu Cine 30. Seit dem Jahr 1969 wurde der ursprüngliche Name Alameda Theatre wieder verwendet. 1978 schloss das Kino und wurde im Anschluss vorübergehend durch die Macedonia Church of God genutzt und Victory Outreach Church genannt.

## Blaxploitation
Im Jahr 1966 hatte Harvey Garnett als damals einziger Theaterbesitzer afroamerikanischer Herkunft in Portland das Theater übernommen. Das Gebäude diente unter anderem der afroamerikanischen Gemeinde als Treffpunkt. Garnett spielte Musik farbiger Künstler wie Isaac Hayes, Marvin Gaye und Quincy Jones. Zur Blütezeit der Blaxploitation-Filme in den 1970ern konzentrierte Garnett das Filmprogramm aufgrund des höheren Umsatzes auf diese Filme. Das heutige Alberta Rose Theatre griff diese Tradition auf und zeigte nach seiner Wiedereröffnung regelmäßig Blaxploitation-Filme.